# Herkules 2
Herkules 2 (wł. Le avventure dell’incredibile Ercole, ang. The Adventures of Hercules) – włosko-amerykański film fabularny z 1985 roku, oparty na antycznogreckim micie o Heraklesie, sequel filmu Przygody Herkulesa z 1983. Podobnie jak prequel, projekt wyreżyserował Włoch Luigi Cozzi, a tytułową rolę powtórzył kulturysta Lou Ferrigno. Zdjęcia kręcono m.in. na zamku Samezzano w Toskanii.

## Fabuła
Przed uformowaniem nieba istniała podobna do anioła Empiria. Stworzyła ona cały Układ Słoneczny, a po tym bogów i śmiertelników. Najpotężniejszym śmiertelnikiem jest antyczny heros Herkules, który dzięki swym wyczynom otrzymuje miejsce na Olimpie, siedzibie bogów. Król bogów Zeus rządzi Olimpem za pomocą siedmiu potężnych piorunów. Jednak czwórka z bogów – Hera, Afrodyta, Posejdon i Flora wykrada pioruny, by wprowadzić do wszechświata chaos.
Tymczasem na Ziemi siostry Urania i Glaukia są w rozpaczy, gdy ich ludzie z klanu składani przez kult ognistego potwora Anteusza. Urania decyduje odwiedzić tzw. Małych Ludzi, ziemskich posłańców Zeusa. Dowiaduje się o kradzieży piorunów i zaburzonej równowadze wszechświata. Mali Ludzie nakazują Uranii udać się do Zakazanej Doliny, by spotkać Herkulesa, który jest jedynym mogącym przywrócić pokój na świecie. Zeus początkowo jest niechętny, lecz przekonany przez Atenę wysyła Herkulesa z powrotem na Ziemię. Podczas przemierzaniu lasów Herkules toczy walkę z małpoludem i po zabiciu z jego ciała zdobywa pierwszy z piorunów. Tymczasem Flora zabija wojownika Atreusa, by z resztą spiskujących bogów wskrzesić Minosa, dawnego wroga Herkulesa.
Herkules natyka się na Glaukię, która mówi mu o tym, że ją i Uranię zaatakowali Oślizgli Ludzie w drodze do Zakazanej Doliny. Oboje ratują porwaną Uranię i chronią w pieczarze. W jej środku jest pałac pięknej Euriale. Prowadzi ona trójkę do bezpiecznego wyjścia; w rzeczywistości to pułapka, Herkules orientuje się, że pałacowe rzeźby były niegdyś ludźmi, a Euriale to Gorgona zabijająca wzrokiem. Używając tarczy jako lustra, Herkules unika zmiany w kamień i udaje mu się zabić Euriale i tym samym odzyskać drugi piorun. Herkules i siostry docierają do puszczy rządzonej przez byłego ulubieńca Zeusa – Tartara. Herkules zabija go zyskując trzeci piorun. Minos tymczasem buntuje się bogom i wykorzystując naukę udaje się do Terry, gdzie Dedal ofiaruje mu miecz Kronosa, jedyną broń mogącą zabić bogów.
Anteusz ma czwarty piorun. Urania pyta się o radę Małych Ludzi. Anteusza może pokonać tylko woda ze Styksu. Mali Ludzie czasowo ofiarują skrzela, by Urania i Herkules mogli oddychać pod głębinach, gdzie nereida Tetyda ofiarowuje im butlę wody. Glaukia zostaje porwana przez wielkiego kapłana kultu Anteusza, by złożyć ją w ofierze. Urania i Herkules w ostatniej chwili ją ratują, a Anteusz ginie w Styksie. Urania zamierza poradzić się Wyroczni Śmierci, gdzie może być reszta piorunów. Glaukia mówi Herkulesowi, że Urania jest przyszywaną siostrą i odziedziczyła moc kontaktu z bogami od adoptowanej matki, korynckiej kapłanki. Nagle porywają ich Amazonki ze Scytii jako ofiarę Arachne, królowej pająków. Urania używa swych mocy do zbudzenia Herkulesa, który dusi Arachne mającą piąty piorun.
Minos decyduje zawładnąć światem i zabija spiskujących bogów, zostawiając przy życiu nawróconą Herę, chcąc wiedzieć gdzie ukryła pozostałe pioruny. Herkules i siostry podróżują w kosmosie do Świątyni Echo, gdzie jest szósty piorun. Glaukia nagle grozi śmiercią Uranii i pojawia się Minos. Okazuje się, że podczas podróży do Styksu, Posejson wyssał życie Glaukii i w jej miejsce Minos stworzył posłuszną replikę, dzięki czemu śledził każdy ruch Herkulesa. Minos proponuje Herkulesowi przyłączenie się w ramach nowego porządku świata. Herkules odmawia, wobec czego Minos go ogłusza, bierze Uranię za zakładnika i nakazuje samobójstwo Glaukii. Wszystkiemu się przygląda Dedal, lecz ginie z rąk Zeusa za zdradzenie jego sekretnej domeny. Atena budzi Herkulesa i daje mu tarczę do obrony przed Minosem.
Uwięziona przez Minosa Hera mówi mu, że nie ma szans z Herkulesem. W końcu na olimpijskim niebie dochodzi do walki Herkulesa i Minosa. Po zniszczeniu Minosa Urania, dzięki informacjom wcześniej otrzymanym od Małych Ludzi, wie że jest córką Hery, a jej ciało zawiera siódmy piorun. Postanawia poświęcić życie, aby Zeus mógł odzyskać pełnię władzy i robi to, pozwalając Herze dać jej „pocałunek śmierci”. W wyniku zaburzonej równowagi wszechświata może dojść do zderzenia Księżyca z Ziemią, kładąc kres ludzkości. Herkules z pomocą Zeusa rośnie do rozmiarów galaktyki i powstrzymuje obiekty przed zderzeniem się, ustawiając Księżyc z powrotem na właściwym miejscu. Zeus przebacza Herze i wskrzesza Uranię jako muzę, a Herkulesa czyni bogiem i obojgu daje specjalne miejsce na Olimpie.

## Obsada
- Lou Ferrigno – Herkules
- Milly Carlucci – Urania
- Sonia Viviani – Glaukia
- Géneviève Hersent – Glaukia (głos)
- William Berger – król Minos
- Maria Rosaria Omaggio – Hera
- Margit Evelyn Newton – Afrodyta
- Ferdinando Poggi – Posejdon
- Laura Lenzi – Flora
- Claudio Cassinelli – Zeus
- Carla Ferrigno – Atena
- Christina Basili – Mali Ludzie
- Eva Robin’s – Dedal
- Pamela Prati – Arachne
- Andrea Belfiore – dowódczyni Amazonek
- Venantino Venantini – wielki kapłan kultu Anteusza
- Marne Maitland – wielki kapłan kultu Anteusza (głos)
- Sandra Venturini – Tetyda
- Serena Grandi – Euriale
- Raf Baldassarre – Atreus
- Cindy Leadbetter – Ilia